# Taça de Portugal de 1994–95
A Taça de Portugal 1994-95 foi 55ª edição da Taça de Portugal, competição sob alçada da Federação Portuguesa de Futebol.
A  final foi realizada a 10 de Junho de 1995, no Estádio Nacional do Jamor, entre o Sporting Clube de Portugal e o Club Sport Marítimo.
O resultado da final foi 2-0 para o Sporting Clube de Portugal, sagrando-se campeão da Taça pela décima-segunda vez.

## Oitavos de Final
| Visitado      | Resultado | Visitante          |
| Ovarense      | 2 - 0     | Rio Ave            |
| Ac. Viseu     | 0 - 1     | Vitória de Setúbal |
| Ol. Moscavide | 1 - 0     | Braga              |
| Marítimo      | 2 - 1     | Amora              |
| Porto         | 3 - 0     | Louletano          |
| Leça          | 1 - 0     | Farense            |
| Benfica       | 3 - 1     | Famalicão          |

## Quartos de Final
| Visitado      | Resultado                  | Visitante          |
| Ol. Moscavide | 1 - 6                      | Sporting           |
| Marítimo      | 2 - 1                      | Ovarense           |
| Leça          | 0 - 4                      | Porto              |
| Benfica       | 1º: 0 - 0 (a.p.) 2º: 0 - 2 | Vitória de Setúbal |

## Meias-Finais
| Visitado | Resultado | Visitante          |
| Marítimo | 1 - 0     | Porto              |
| Sporting | 3 - 0     | Vitória de Setúbal |

## Final
| 10 de Junho de 1995 | Sporting | 2 – 0 | Marítimo | Estádio Nacional, Lisboa Público: Árbitro: Vitor Pereira |
|                     |          |       |          |                                                          |

## Campeão
| Taça de Portugal 1994-95 |
| ------------------------ |
| Sporting 12º Título      |